# Курмыши (Курганская область)
Курмыши — деревня в Куртамышском районе Курганской области России. Входит в состав Обанинского сельсовета.

## География
Село находится в южной части области, в пределах юго-западной части Западно-Сибирской равнины, в лесостепной зоне, на берегах реки Куртамыш.

### Климат
Климат характеризуется как континентальный, с холодной продолжительной малоснежной зимой и тёплым сухим летом. Среднегодовая температура — −1 °C. Средняя температура воздуха самого холодного месяца (января) составляет −17,7 °C (абсолютный минимум — −49 °С); самого тёплого месяца (июля) — 19 °C (абсолютный максимум — 41 °С). Безморозный период длится 113 дней. Годовое количество атмосферных осадков — 344 мм, из которых 190—230 мм выпадает в вегетационный период. Продолжительность периода с устойчивым снежным покровом равна 161 дню.

## История
До 1917 года входила в состав Каминской волости Челябинского уезда Оренбургской губернии. По данным на 1926 год состояла из 108 хозяйств. В административном отношении являлась центром Курмышского сельсовета Куртамышского района Курганского округа Уральской области.
До 2018 года входила в состав Закоуловского сельсовета, упразднённого Законом Курганской области от 30 мая 2018 года N 45.

## Население
| 1989 | 2002 | 2010 |
| ---- | ---- | ---- |
| 177  | ↘132 | ↘88  |

### Национальный и гендерный состав
По данным переписи 1926 года в деревне проживало 482 человека (215 мужчин и 267 женщин), в том числе: русские составляли 100 % населения.
Согласно результатам переписи 2002 года, в национальной структуре населения русские составляли 92 % из 132 чел., из них 62 мужчины, 70 женщин.

## Инфраструктура
Личное подсобное хозяйство.

## Транспорт
Деревня доступна автотранспортом. Остановка общественного транспорта.